# Naftali Bon
Naftali Bon (n. 9 octombrie 1945, Kapsabet⁠(d), Rift Valley Province, Kenya – d. 2 noiembrie 2018, Kapsabet⁠(d), Rift Valley Province, Kenya) a fost un atlet ce a reprezentat Kenya, medaliat olimpic. A participat la o ediție a Jocurilor Olimpice (1968) în care a câștigat medalia de argint în proba de 4x400 m.

## Palmares
| An   | Competiție        | Locație                 | Loc | Eveniment | Note    |
| ---- | ----------------- | ----------------------- | --- | --------- | ------- |
| 1968 | Jocurile Olimpice | Ciudad de México, Mexic | 22  | 400 m     | 46,39   |
| 1968 | Jocurile Olimpice | Ciudad de México, Mexic | 2   | 4x400 m   | 2:59,64 |